# Sagwa
Sagwa (Sagwa, the Chinese Siamese Cat) est une série télévisée chinoise-canadienne-américaine pour enfants en quarante épisodes de 25 minutes créée par Amy Tan, et diffusée du 3 septembre 2001 au 5 octobre 2002 dans le programme PBS Kids et sur TVOntario.
Au Québec, elle a été diffusée à partir du 14 septembre 2002 à la Télévision de Radio-Canada. Elle reste inédite dans les autres pays francophones.

## Synopsis
Le chaton Sagwa, ses frères et sœurs et ses parents appartiennent à un officiel chinois plutôt incompétent appelé le Magistrat dans la Chine du 19e siècle. Elle et ses parents sont des chats scribes, c'est-à-dire qu'ils ont la responsabilité de transcrire les mots du Magistrat sur du papier. La série commence en montrant comment Sagwa est entrée dans les bonnes grâces du Magistrat. Au lieu de retranscrire la ridicule loi qu'il venait d'inventer, elle l'a annulée en se frottant le visage dans l'encre, ce qui lui a donné le motif d'un chat siamois. Elle a plusieurs aventures avec ses frères et sœurs, son ami Fou-Fou la chauve-souris (Fu-Fu version originale) et les chats du village qui ne partagent pas sa vie de luxe.

## Voix

### Doublage anglophone
- Holly G. Frankel : Sagwa
- Oliver Grainger : Dongwa
- Jesse Vinet : Sheegwa
- Rick Jones : Fu-Fu
- Arthur Holden : Baba
- Ellen David : Mama
- Sonja Ball : Nai-Nai Miao
- Neil Shee : Yeh-Yeh Miao
- Hiro Kanagawa : Le Magistrat
- Khaira Ledeyo : Tai-Tai

### Doublage québécois
- Catherine Trudeau
- Catherine Bonneau : Sagwa
- Sébastien Reding : Dongwa
- François Sasseville : Fou-Fou
- Nicolas Charbonneaux-Collombet : Jiet-Jiet
- Flora Balzano : Naï-Naï
- François Caffiaux : Pong
- Christiane Labelle : Ping / Bado
- Pierre Auger
- Hugolin Chevrette
- Johanne Garneau
- François Godin
- Hélène Lasnier
- Geneviève Néron
- Daniel Picard

 Source et légende : version québécoise (VQ) sur Doublage.qc.ca

## Épisodes
- 1 : Les couleurs de Sagwa
- 2 : Les chats acrobates
- 3 : La chance de Sagwa
- 4 : Le voleur
- 5 : Une puanteur de tofu
- 6 : Des chats d'un autre milieu
- 7 : Le collier antique
- 8 : Le conte du poisson chat
- 9 : Les quatre dragons
- 10 : La magie de Ming Miao